# 埃米利亚诺·查莫罗·巴尔加斯
埃米利亚诺·查莫罗·巴尔加斯（西班牙語：Emiliano Chamorro Vargas；1871年5月11日—1966年2月26日）是尼加拉瓜政治人物。保守党及查莫罗家族的成员，佩德罗·华金·查莫罗·阿尔法罗的侄子，弗鲁托·查莫罗的侄孙，曾两度担任尼加拉瓜总统。

## 生平
埃米利亚诺·查莫罗早年在美国宾夕法尼亚大学就读，毕业后步入政坛，曾参加推翻何塞·桑托斯·塞拉亚的军事政变，但未果。后于1913年出任尼加拉瓜驻美公使，期间代表尼加拉瓜政府与美国签署了《布赖恩—查莫罗条约》，据此条约，美国可以在尼加拉瓜開鑿運河，在建成运河后还享有使用的權利；同时可以长期租界尼加拉瓜近海的马伊斯群岛，并可在该国丰塞卡湾修筑军事基地。该条约随即于1916年生效。
1916年，在美国的支持下，埃米利亚诺·查莫罗当选为总统，并于翌年就任，任期4年，1921年任满离职，由堂叔父迭戈·曼努埃尔·查莫罗接替。1926年，他发动军事政变推翻索洛萨诺，再度担任总统，但由于美国及其他中美洲国家的反对，查莫罗最终于当年11月在国内外的压力下辞职，在此期间，他领导的保守党政府与自由党政治家发生了战争，该战争直到其本人卸任后的1927年才最终结束。
1933年，因与在任的自由党总统胡安·包蒂斯塔·萨卡萨不合，查莫罗离开尼加拉瓜，流亡国外；后返回国内，并于1950年与安纳斯塔西奥·索摩查·加西亚达成协议，查莫罗领导的保守党因此被索摩查承认为合法的反对党。